# ميلو كيندال
ميلو كيندال (بالإنجليزية: Milo Kendall)‏ هو محامي أمريكي، (و. 1819  م).